# Mrówczany

Struktura jonu mrówczanowego

Mrówczany (metaniany) – sole lub estry kwasu mrówkowego.

## Wzór ogólny
Wzór ogólny: (HCOO)aXa, gdzie:
- X – atom metalu (sole) lub grupa alkilowa (estry),
- a – wartościowość metalu (dla grupy alkilowej a = 1).

## Sole nieorganiczne
Mrówczany jako sole są ciałami stałymi, rozpuszczalnymi w wodzie (z wyjątkiem mrówczanów ołowiu(II), rtęci(I) i srebra). Cząsteczki tych soli mają budowę jonową, złożone są z anionu mrówczanowego (metanianowego) oraz kationu metalu (lub amonowego).
Przykłady:
- mrówczan sodu – HCOO−
 Na+
- mrówczan potasu – HCOO−
 K+
- mrówczan amonu – HCOO−
 NH+4
- mrówczan rtęci(I) – HCOO−
 Hg+
- mrówczan srebra – HCOO−
 Ag+
- mrówczan ołowiu(II) – (HCOO)2−2 Pb2+

## Estry organiczne
Estry kwasu mrówkowego są stosowane jako rozpuszczalniki i środki zapachowe. Cząsteczki estrów kwasu mrówkowego mają budowę kowalencyjną, składają się z grupy alkilowej lub arylowej połączonej z atomem tlenu grupy mrówczanowej.
Przykłady:
- mrówczan metylu – HCOO–CH3
- mrówczan etylu – HCOO–C2H5
- mrówczan n-propylu – HCOO–C3H7
- mrówczan n-butylu – HCOO–C4H9
- mrówczan izo-butylu – HCOO–CH2CH(CH3)2